# 古物商
古物商（こぶつしょう）は、古物営業法に規定される古物を業として売買または交換する業者・個人のことである。
なお、古物をレンタルしたりリースしたりする場合であっても、顧客に貸与するまたは顧客から返還を受けることが同法の「交換」に該当し、古物商に該当する（後述の「古物」ではない物品を仕入れてそれをレンタルなどする業態は、古物商に該当しない）。

## 概要
扱うものによって、中古自動車や中古パソコンなどの「販売・レンタル店」や「金券ショップ」「リサイクルショップ」「リユースショップ」などと言われるものがある。
盗品の売買または交換を捜査・検査するため、営業所を管轄する都道府県公安委員会（窓口は警察署。生活安全部が担当する）の許可が必要となる。
したがって、中古車販売・リース店や、リースの終了（リースアップという）した中古パソコンや計測機器などを販売・転リースするリース会社などは、古物商の許可を得ている。

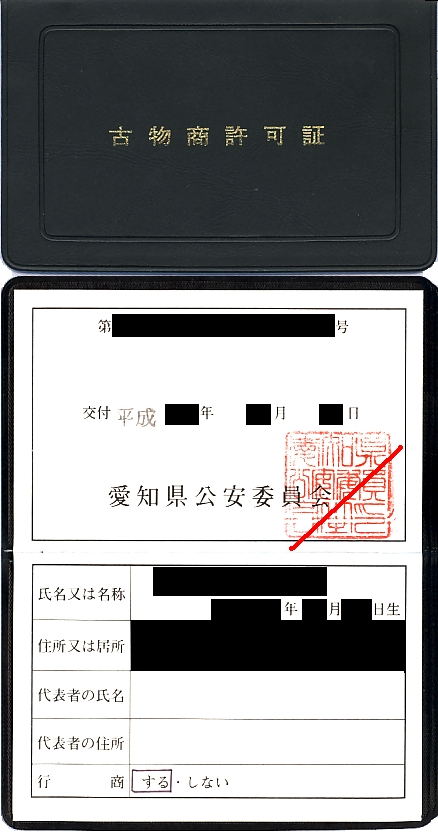
古物商許可証　上 : 表紙　下 : 内部

許可が下りると、金字で「古物商許可証」の字が印刷された黒または青のハードカバーに、被許可者の情報が記載された厚紙を貼り付け、二つ折りにした手帳型許可証（通称「鑑札」）が交付される。
鑑札番号、許可公安委員会、主として取り扱う品目、被許可者氏名または屋号を入れ、店頭に掲げる許可票（古物商には許可票の店頭掲示義務がある）は交付されないため、許可を受けた者が様式に従って製作せねばならない（様式は古物営業法施行規則第11条で規定されている）。

## 定義

### 古物
古物とは、古物営業法第2条第1項で次のように定義される。
よって一般の消費者等がその使用のために小売店等から一旦譲受した物は、実際の使用の有無を問わず原則として同法の「古物」である。反対に、流通段階における元売り、卸売、小売までの売買関係における物品は、一般に当該物品の使用を目的とはしていないため、その新旧を問わず「古物」ではない。いわゆる新古品（型遅れ流通在庫保管品）も「古物」ではない。
また「古物」には商品券（ビール券、図書券、文具券、お米券等を含む）、乗車券（鉄道、バス等の乗車券、特急券、指定席券、回数券等を含む）、郵便切手、さらに航空券、入場券・観覧券類、収入印紙、プリペイドカード（鉄道、バス等の購入用カード、テレホンカード、タクシー券、有料道路の通行券等が含まれる。
次の物品は概ね「古物」からは除外される。これらを除いてほとんどの物品（動産）が「古物」の適用対象になる。
- コンクリート打設、溶接、またはアンカーボルト接合もしくはこれらに準ずる強度により固定され、かつ容易に取り外しができない[注 6]重量1トンを超える機械
- 航空機[注 7]・鉄道車両[注 8]・20トン以上の船舶・5トンを超える機械（船舶、自走できるもの、けん引される装置があるものを除く）

#### 分類
古物営業法施行規則第2条に規定する古物の区分は次のとおり。なお、この分類は古物商の許可に掛かる区分に過ぎず、物品等が古物であるかの構成要件該当性を左右するものではない。
1. 美術品類（書画、彫刻、工芸品等）→古美術商、リサイクルショップ、古書店など
2. 衣類（和服類、洋服類、その他の衣料品）→リサイクルショップ、リユースショップなど
3. 時計・宝飾品類（眼鏡、宝石類、装身具類、貴金属類等）→リサイクルショップ、質屋[注 9]など
4. 自動車（その部分品を含む。）→中古車など
5. 自動二輪車及び原動機付自転車（これらの部分品を含む。）→中古オートバイなど
6. 自転車類（その部分品を含む。）→中古自転車販売店、リサイクルショップなど
7. 写真機類（写真機、光学器等）→一部個人経営のカメラ店、リサイクルショップなど
8. 事務機器類（パーソナルコンピュータ、携帯情報端末、中古ビジネスフォン、レジスター、タイプライター、計算機、謄写機、ワードプロセッサ、ファクシミリ装置、事務用電子計算機等）→近年ではリース会社などが、リースが終了し所有権を移転させメンテナンスしたものが、中古販売されているケースが増えている、レンタル店など
9. 機械工具類（電機類、工作機械、土木機械、化学機械、工具等）→中古艇販売店、中古船販売店、中古飛行機販売店、中古ヘリコプター販売店、リサイクルショップ、リース会社（主に計測器、高額な機械関係）など
10. 道具類（家具、じゅう器、運動用具、楽器、磁気記録媒体、蓄音機用レコード、磁気的方法又は光学的方法により音、影像又はプログラムを記録した物等）→リサイクルショップ、中古AV・ゲームソフト店など
11. 皮革・ゴム製品類（カバン、靴等）→質屋など
12. 書籍→古書店、リユースショップなど
13. 金券類（商品券、乗車券及び郵便切手並びに古物営業法施行令 （平成七年政令第三百二十六号）第一条 各号に規定する証票その他の物をいう。）→金券ショップ

### 古物営業
古物営業とは、古物営業法第2条第1項で次のように定義される。
- 古物を売買し、若しくは交換し、又は委託を受けて売買し、若しくは交換する営業であつて、古物を売却すること又は自己が売却した物品を当該売却の相手方から買い受けることのみを行うもの以外のもの
- 古物市場（古物商間の古物の売買又は交換のための市場をいう。以下同じ。）を経営する営業
- 古物の売買をしようとする者のあつせんを競りの方法（政令で定める電子情報処理組織を使用する競りの方法その他の政令で定めるものに限る。）により行う営業（前号に掲げるものを除く。以下「古物競りあつせん業」という。）

以上より、営業であって、前述の「古物」を、買い取りかつ売却（レンタルを含む）するもの、交換するものおよび手数料等により委託売買するもの、は原則として古物営業に該当する（これらの売買をインターネット等の通信手段により行うものを含む）。2000年以降、店頭での販売は行わず、買取のみに徹した中古品売買業の形態が増加傾向にある。貴金属やブランド品に焦点を当てたの買取専門店が多く、数多くの企業がフランチャイズ展開を行う。リユースブームや、2020年代に入ってからの金相場の急騰を受け、店舗数を拡大させた。
なお、古物の買い取りをせずに古物の売却（レンタルを含む）だけをする営業は古物営業に該当しない。古物を買い取りではなく、無償または対価を受けて引き取りそれを売却等する場合も古物営業には該当しない。また、同一の個人または法人が、その古物を売却した相手から当該物品を買い戻す場合も古物営業には該当しない。
例として、単に一般の個人が自ら小売店等から購入した物品をインターネットオークション等で売却する場合は、古物営業には該当しない。（ただし、消費者等、中古店等の古物商、またはリサイクルショップその他から古物を購入しそれを売却する場合や、営業性がある場合にはこの限りではない）。古物を買い取りかつ売却し、かつ営業性があれば個人であっても古物営業に該当する。
リサイクルショップは、無償または引取料の対価を受けて引き取った物品を修理再生等して販売する形態に限っては、古物営業には該当しない。ただし、古物の買取も行う場合には古物営業に該当する。
古物商間の古物の売買又は交換のための市場を開く者は古物市場主に該当する。バザーやフリーマーケットについては、営利性や営業性を総合的に判断して、古物営業を営む古物商が取引に利用していると言った古物市場該当性がない場合には、古物市場には該当しない。
インターネット等のオークションサイト等は古物競りあっせん業に該当する。
なお、衛生上の観点から、リサイクルショップ（ネットオークションや通販サイトも含む）において、特に家電製品を扱う店では、陳列・販売の際、除菌消毒や分解・修理を行って販売する店舗も散見されている。
参考：古物営業関係法令の解釈基準等について（例規） - 京都府警察本部、古物営業 - 警視庁

## 株式市場に上場している大手リサイクルショップ （50音順）
- 買取王国（本社：愛知県名古屋市）

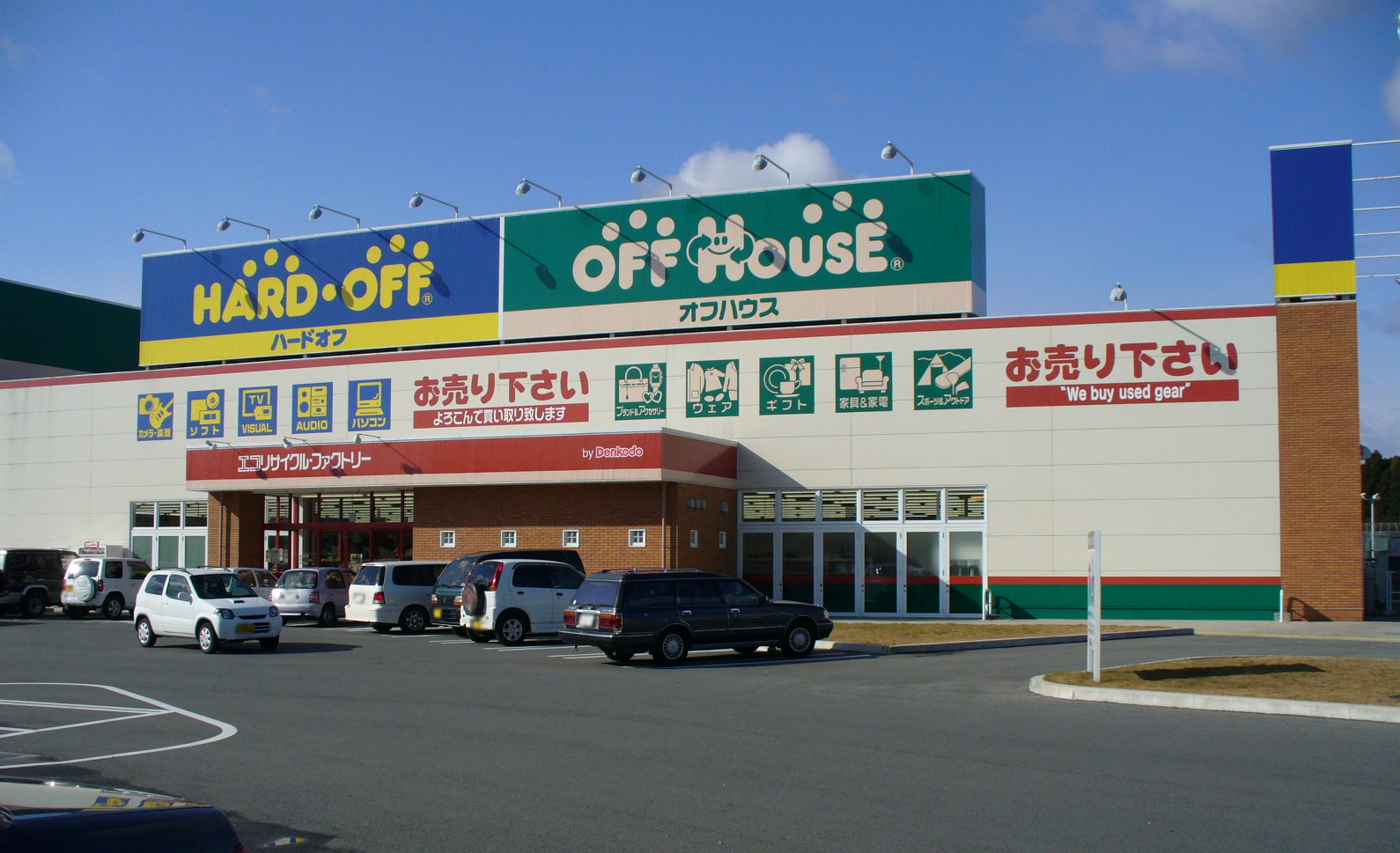
ハードオフ・オフハウス 原町店

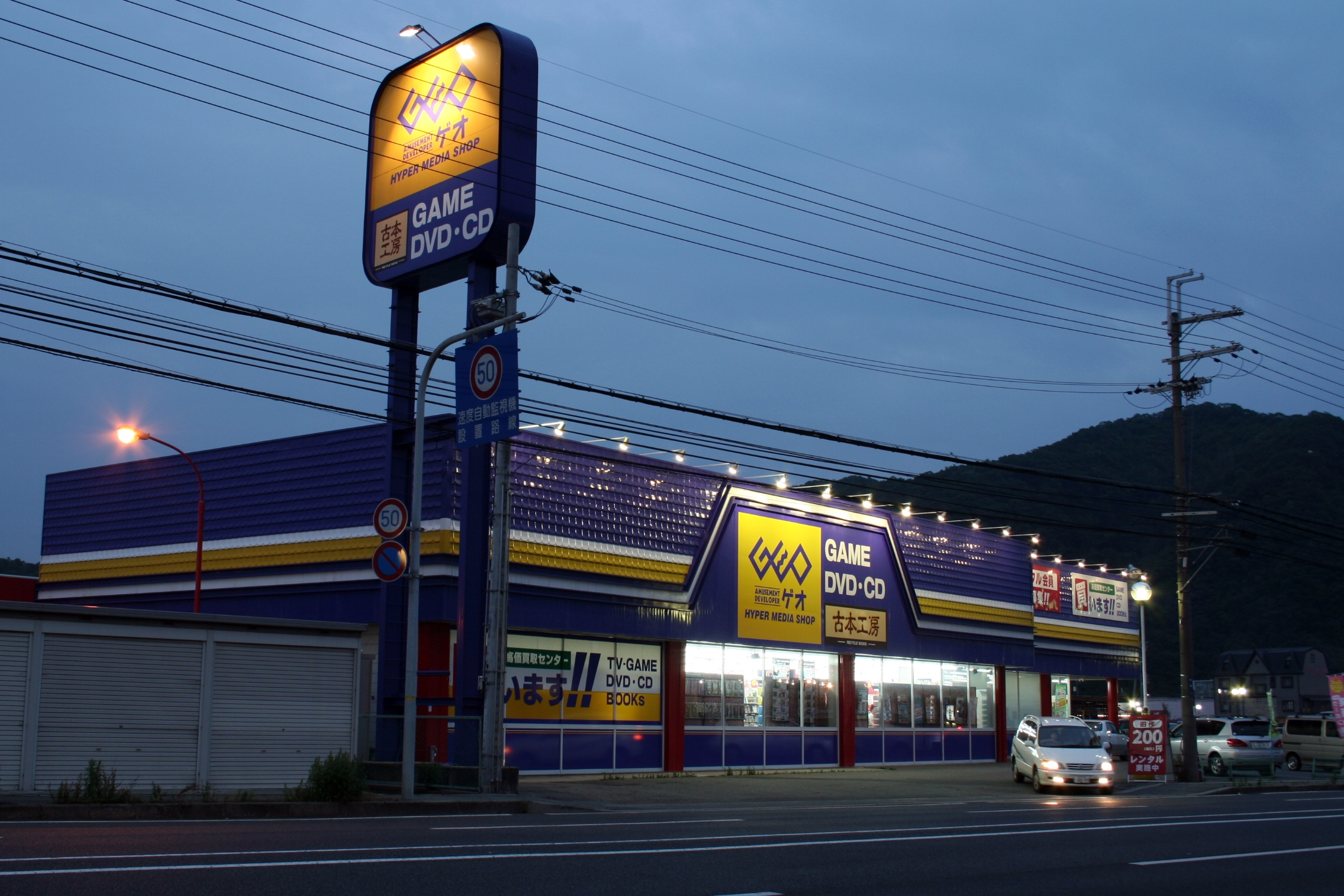
夕暮れ時のゲオ砥堀店（兵庫県姫路市）

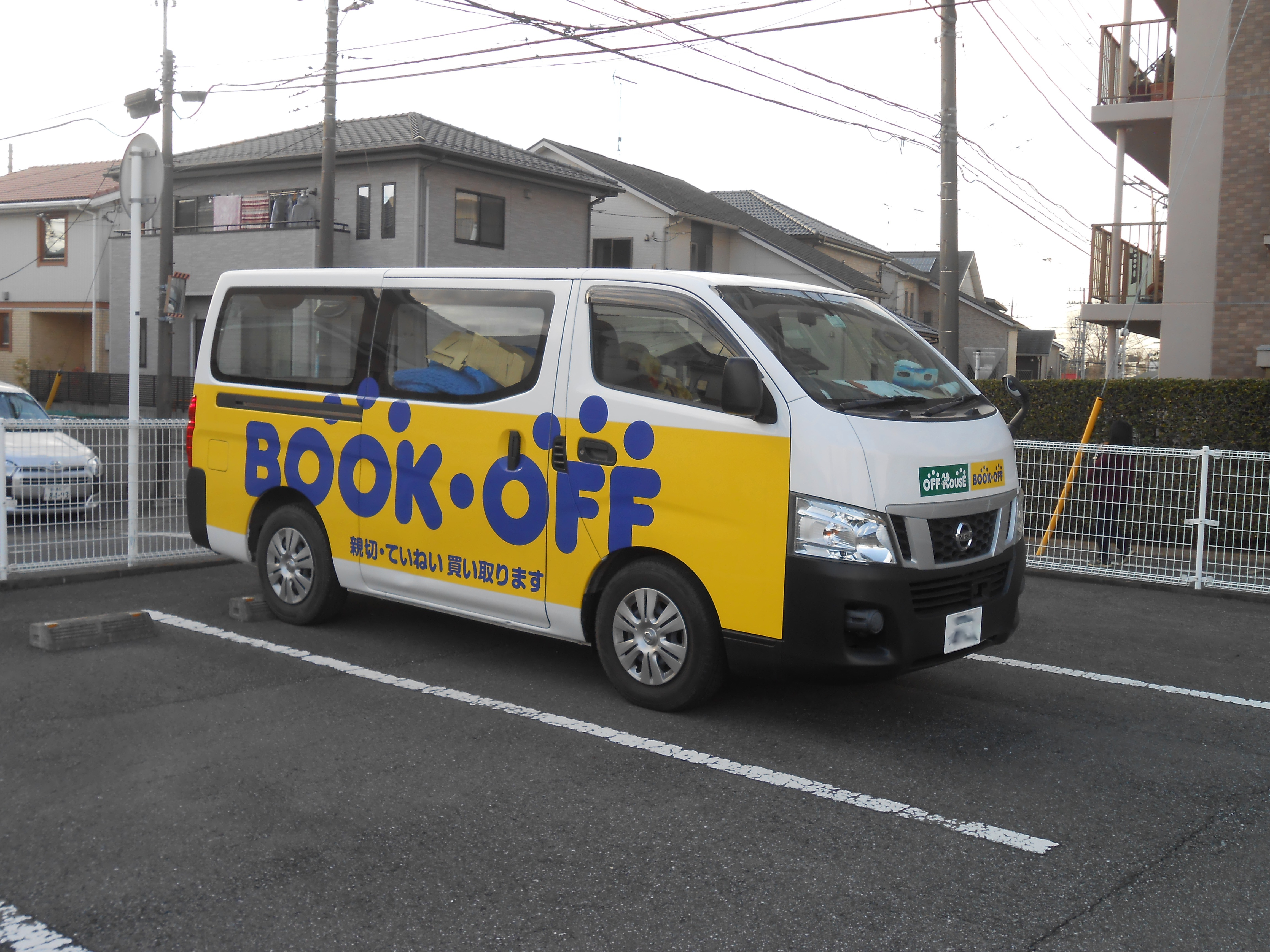
出張買取等で使用されるブックオフの車両（車種は日産・NV350キャラバン）

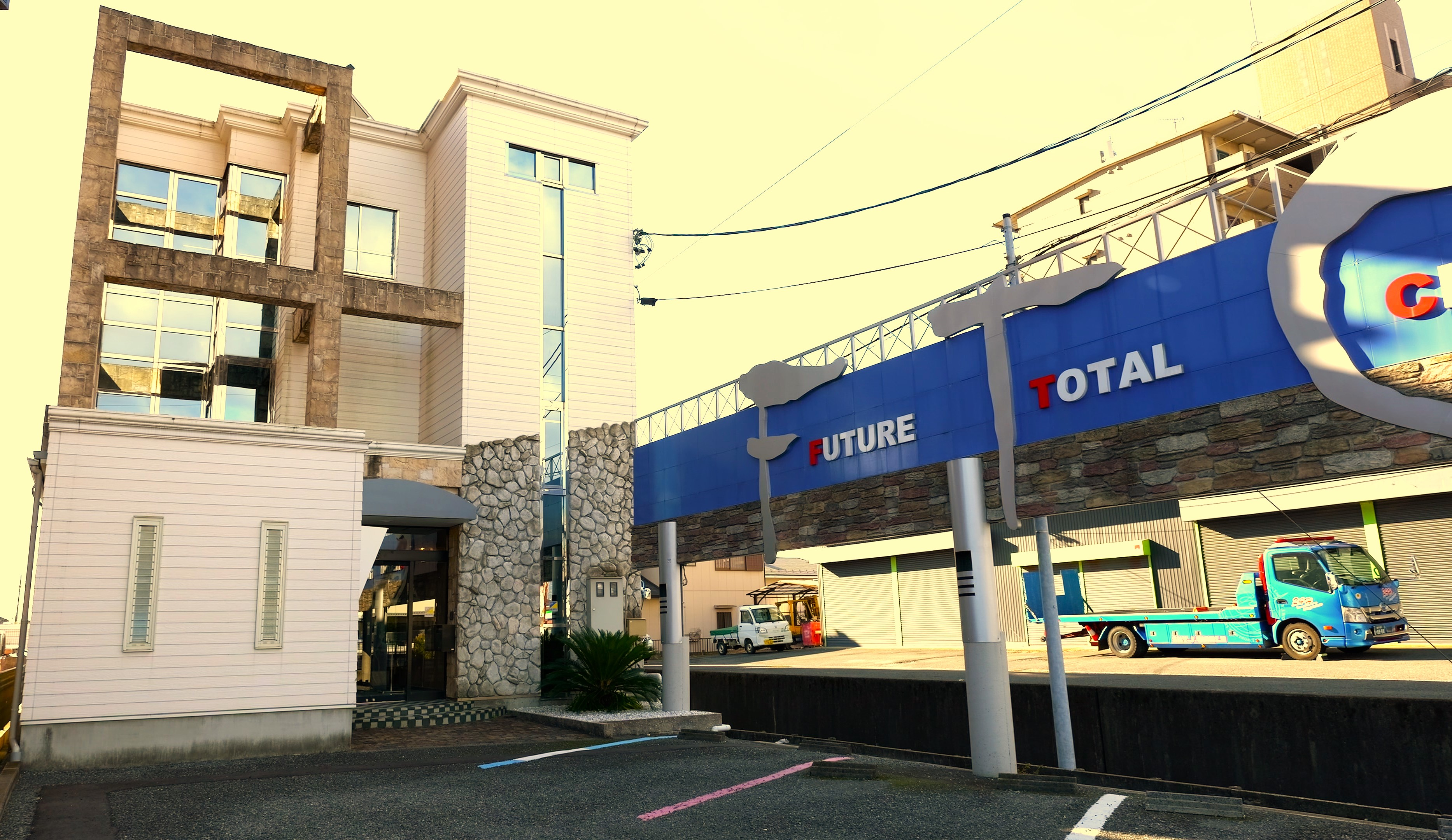
「かんてい局」を展開するFTC本社

- ゲオホールディングス（本社:愛知県名古屋市）
- コメ兵（本社：愛知県名古屋市）
  - K-ブランドオフ（本社：石川県金沢市）
- セカンドストリート（かつては香川県高松市に本社を置いていた。ゲオに買収されたのち吸収合併（ブランドは存続）ののち、2019年に法人登記上としては2代目の会社が分社・設立された）
- トレジャーファクトリー
- ハードオフコーポレーション（本社 : 新潟県新発田市）
  - オフハウス・ホビーオフ
- ブックオフコーポレーション（本社 : 神奈川県相模原市）
  - リユースプロデュース（ブックオフコーポレーションに吸収合併された）
  - ドキドキ・ジャンブルストア
- ワットマン（本社：神奈川県横浜市）
- ワンダーコーポレーション（本社：茨城県つくば市）
  - ワンダーレックス

## その他

### 自動車
- 33ガレージ
- タックス本部
- ビッグモーター
- バイク王&カンパニー - バイク専門
- グッドスピード

### 買取・販売
- FTC（かんてい局） - 日本初の質屋のフランチャイズを展開。
- 宝石広場
- イオシス - 中古家電製品
- チェリーズマーケット - 家具専門

### 買取専門店
- いーふらん（おたからや）
- エンパワー（買取大吉）
- ザ・ゴールド
- さすがや
- なんぼや
- キングラム